# Himno de Riego
Conosciuta con il popolare nome di Himno de Riego, è una marcia di ispirazione militaresca (Spagna, 1820) con accenni alla francese "Marsigliese", molto in voga all'inizio del XIX secolo.

## Storia
Pur mancando prove documentali, la musica dovrebbe essere di José Melchor Gomis e dedicata al tenente colonnello Rafael del Riego.
Riego, che divenne un simbolo dei liberali di Spagna nel XIX secolo e all'inizio del XX, si sollevò contro l'assolutismo di Ferdinando VII a Las Cabezas de San Juan, provincia di Siviglia (1º gennaio 1820). Voleva instaurare un nuovo regime costituzionale, che avrebbe avuto come norma fondamentale la pioniera Costituzione del 1812, redatta 8 anni prima dalle Corti di Cadice e popolarmente conosciuta come la Pepa.
Venne adottato come inno nazionale durante il Triennio Liberale (1820-1823) e durante la Seconda Repubblica Spagnola (1931–1939), sostituendo la Marcha Real.

## Testo
A parte il testo ufficiale, durante la Seconda Repubblica Spagnola si utilizzò la musica dell'Himno de Riego per differenti versioni, talune anche di ispirazione satirica.
Di seguito vengono riportate sia la versione del testo ufficialmente cantata durante la Seconda Repubblica sia la più popolare delle tante versioni satiriche.

### Versione cantata durante la Seconda Repubblica
Autore: Evaristo de San Miguel Valledor
Serenos y alegres,

valientes y osados,

cantemos, soldados,

el himno a la lid.

De nuestros acentos

el orbe se admire

y en nosotros miren

los hijos del Cid.

Soldados la patria

nos llama a la lid,

¡Juremos por ella

vencer o morir!.
El mundo vio nunca

más noble osadía

Ni vio nunca un día

más grande el valor

que aquel que inflamados

nos vimos del fuego

excitar a Riego

de Patria el amor

Soldados la patria

nos llama a la lid,

¡Juremos por ella

vencer o morir!.
La trompa guerrera

sus ecos da al viento,

horror al sediento,

ya ruge el cañón.

A Marte, sañudo,

la audacia provoca

y el ingenio invoca

de nuestra nación.

Soldados la patria

nos llama a la lid,

¡Juremos por ella

vencer o morir!.

### Versione satirica
Si los curas y frailes supieran

la paliza que les van a dar

subirían al coro cantando:

"Libertad, libertad, libertad!"

Si los Reyes de España supieran

lo poco que van a durar,

a la calle saldrían gritando:

"¡Libertad, libertad, libertad!"

Un hombre estaba cagando

y no tenía papel

pasó el Rey Alfonso XIII

y se limpió el culo con él.

Dicen que José Torrijos

murió por cobarde y traidor

Mas murió con la espada en la mano

defendiendo la Constitución.

El Rey no tiene corona

que la tiene de cartón

que la Corona de España

no la tiene ningún ladrón.